# Теорема Безу
Теорема Безу — теорема про остачу від ділення многочлена на двочлен, названа на честь французького математика Етьєна Безу.

## Формулювання
Остача від ділення многочлена {\displaystyle \ P(x)} на двочлен {\displaystyle (x-a)\,} дорівнює {\displaystyle P(a)\,}.
Також многочлен степеня n над полем C буде мати не більше за n коренів.

## Наслідок
- Число a є коренем многочлена {\displaystyle P(x)\,} тоді й лише тоді, коли {\displaystyle P(x)\,} ділиться без остачі на двочлен {\displaystyle (x-a)\,}.

## Доведення теореми Безу
Якщо ділення многочлена {\displaystyle P(x)\,} на двочлен {\displaystyle (x-a)\,} дає остачу {\displaystyle R} ({\displaystyle R={\mbox{const}}\,}), тоді {\displaystyle P(x)\,} можна записати у вигляді
{\displaystyle P(x)=(x-a)Q(x)+R\,},
де {\displaystyle Q(x)\,} — многочлен нижчого степеня ({\displaystyle \deg Q(x)<\deg P(x)\,})
Значення {\displaystyle P(x)\,} в точці {\displaystyle a\,} дорівнює {\displaystyle P(a)=(a-a)Q(a)+R=R\,}, що й треба довести.
{\displaystyle P(a)=0\,} (тобто число a є корнем многочлена) тоді й тільки тоді, коли {\displaystyle R=0\,}.